# Erben Wennemars
Egbert Rolf „Erben“ Wennemars (* 1. listopadu 1975 Dalfsen, Overijssel) je nizozemský rychlobruslař.
Na Mistrovství světa juniorů debutoval v roce 1995 24. místem, ve Světovém poháru začal závodit na podzim 1996. Na Mistrovství světa ve sprintu 1998 získal bronzovou medaili, na Zimních olympijských hrách toho roku nedokončil závod na 500 m. V dalších čtyřech letech se na světovém sprinterském šampionátu umístil shodně na 5. místě, cenné kovy si však odvezl z Mistrovství světa na jednotlivých tratích 1999 (stříbro z 500 m) a 2001 (bronz z 1500 m). Startoval na zimní olympiádě 2002, na kilometru dobruslil pátý, na poloviční distanci desátý. Nejúspěšnější období své kariéry prožil v následujících letech, v sezónách 2002/2003, 2003/2004 a 2004/2005 zvítězil v celkovém pořadí Světového poháru na 1000 m, na světových šampionátech v letech 2003, 2004 a 2005 získal šest medailí, včetně čtyř zlatých, a v letech 2004 a 2005 vyhrál mistrovství světa ve sprintu (+ bronz z roku 2003). Na ZOH 2006 vybojoval dvě bronzové medaile: jednu v závodě na 1000 m a druhou jako člen nizozemského týmu ve stíhacím závodě družstev. V dalším olympijských závodech byl pátý (1500 m) a šestnáctý (500 m). V roce 2007 poprvé a naposled startoval na Mistrovství světa ve víceboji (5. místo), na Mistrovství světa na jednotlivých tratích získal stříbro na distanci 1500 m a zlato v závodě družstev, v sezóně 2006/2007 rovněž celkově triumfoval ve Světovém poháru na tratích 1000 m, 1500 m a v závodě družstev. Poslední medaili, zlato ze závodu družstev, získal na MS 2008, rychlobruslařskou kariéru ukončil v lednu 2010. K rychlobruslení se vrátil na podzim 2013, kdy absolvoval závod Holland Cupu a nizozemský šampionát.